# Карпенкове (Конотопський район)
Карпе́нкове — село в Україні, у Конотопському районі Сумської області. Населення становить 58 осіб. До 2020 орган місцевого самоврядування — Черепівська сільська рада.

## Географія
Село Карпенкове розташоване на відстані 1.5 км від лівого берега річки Куриця. Примикає до сіл Миколаївка та Бошівка.
По селу тече струмок, що пересихає.

## Історія
- Село постраждало внаслідок геноциду українського народу, проведеного урядом СССР 1932—1933 та 1946–1947 роках, встановлено смерті 22 людей[1].
- 12 червня 2020 року, відповідно до розпорядження Кабінету Міністрів України № 723-р «Про визначення адміністративних центрів та затвердження територій територіальних громад Сумської області», село увійшло до складу Буринської міської громади[2].
- 19 липня 2020 року, в результаті адміністративно-територіальної реформи та ліквідації Буринського району, увійшло до складу новоутвореного Конотопського району[3].